# Курение конопли

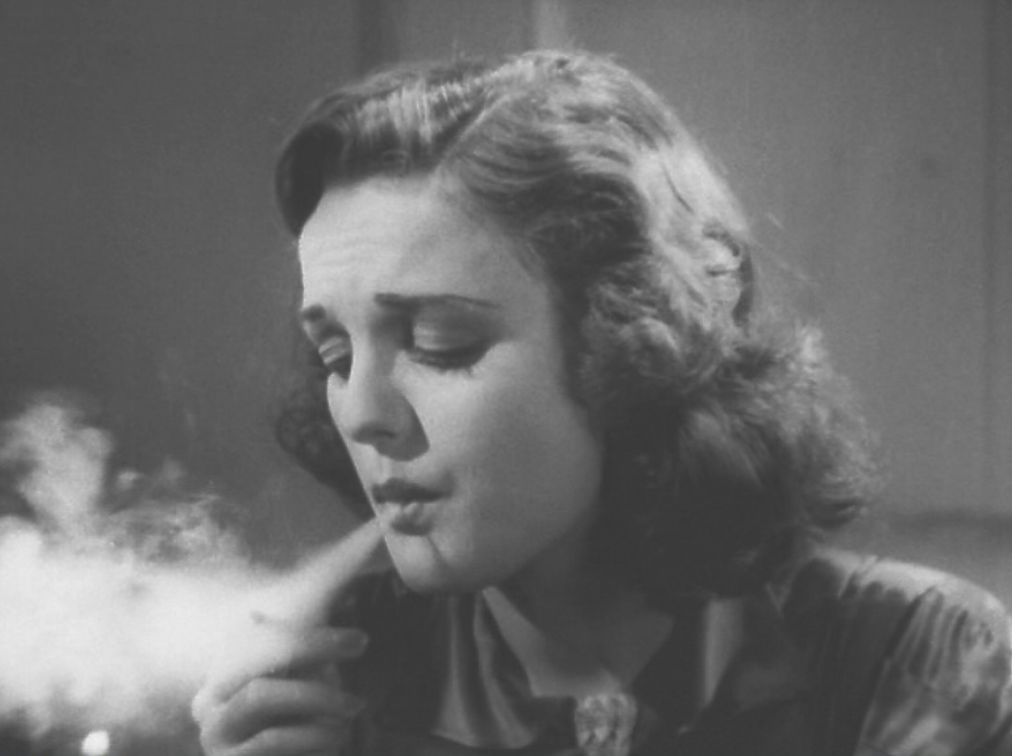
Мери Лейн (в исполнении Дороти Шорт), Кадр из фильма «Косяковое безумие» (1936)

Курение конопли (каннабиса) — вдыхание дыма конопли (каннабиса) для получения специфического опьяняющего эффекта вследствие воздействия на организм содержащихся в конопле психоактивных веществ — каннабиноидов (основной из них — ТГК, тетрагидроканнабинол).
Курение представляет собой наиболее распространённый способ употребления препаратов конопли. Курение каннабиса считается традиционным атрибутом различных молодёжных субкультур, используется в некоторых обрядовых и ритуальных действиях. Применяется также и в медицинских целях.
Употребление каннабиса запрещено во многих странах.

## История
Древнегреческий историк Геродот в «Истории» описывал использование дыма конопли скифами:§75:

Взяв это конопляное семя, скифы подлезают под войлочную юрту и затем бросают его на раскалённые камни. От этого поднимается такой сильный дым и пар, что никакая эллинская паровая баня не сравнится с такой баней. Наслаждаясь ею, скифы громко вопят от удовольствия.
Как установил немецкий археолог Хуго Обермайер, курение конопли при помощи трубок практиковалось древними германцами и галло-римлянами — об этом свидетельствуют соответствующие находки, сделанные в нескольких захоронениях.
Согласно публикациям немецкого путешественника Пауля Погге, в некоторых племенах Центральной Африки принуждение к курению конопли использовалось в судебной правоприменительной практике. Осуждённый обязан был выкурить такое количество конопли, которое приводило его к состоянию сильного опьянения, после чего избивался судьями.

## Используемые для курения субстанции

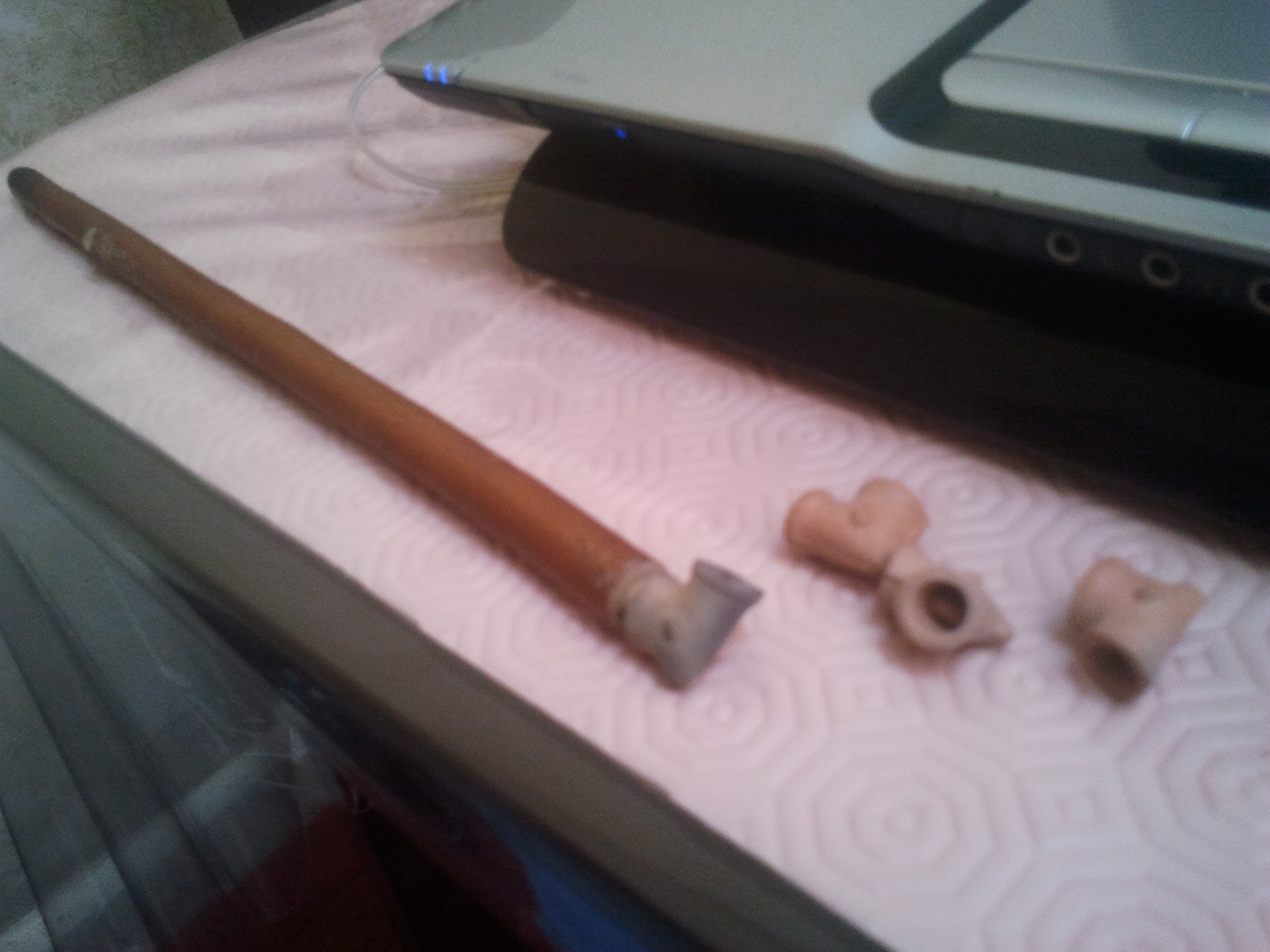
Миниатюрная трубка «Ceбси», Марокко

Из конопли получают три основных вида наркотиков: марихуану, гашиш и гашишное масло. Для изготовления наркотических средств используют верхушечную часть растения — метёлки, листья, цветы, мелкие стебли.
В качестве сырья для изготовления наркотических средств могут использоваться практически все сорта конопли. Содержание тетрагидроканнабинола (ТГК) в травяной массе конопли составляет в среднем 0,5-5 % (до 25 %), в смоле каннабиса — 3-10 % (до 40 %), в гашишном масле — 10-30 % (до 80 %).
Наркотические средства, получаемые из конопли, содержат до 30 психоактивных каннабиноидов. Кроме тетрагидроканнабинола основными из них являются также каннабидиол (КБД), каннабинол (КБН) и дельта-9-тетрагидроканнабиноловая кислота (Д9-ТГК-кислота).

### Марихуана
Марихуана, согласно определениям, содержащимся в документах ООН и Постоянного комитета по контролю наркотиков, представляет собой «приготовленную смесь высушенных или невысушенных верхушек с листьями и остатками стебля любых сортов конопли без центрального стебля». Марихуана обладает своеобразным пряным запахом, свойственным конопле. Цвет — светло-зелёный, зелёный, редко коричневый.

### Гашиш
Гашиш — специально приготовленная смесь отделённой смолы и пыльцы растения конопли или смесь, приготовленная путём обработки верхушек растения конопли с разными наполнителями. Представляет собой смолистую, однородную, клейкую эссенцию (пластичную массу от бурого, почти чёрного, до тёмно-зелёного цвета с ярко выраженным специфическим запахом). Также существует разновидность гашиша, полученного из марихуаны путём «перебивания» (просеивания) через мелкоячеистый материал и последующей термической обработки полученной «пыли», — вязкий водный раствор «пыли», нагретый без доступа воздуха и остывший под прессом. Обычно представлен в виде тонких твёрдых пластинок от светло-жёлтого до тёмно-коричневого цвета (см. Киф).

### Гашишное масло
Гашишное масло — наркотическое средство, получаемое путём экстракции из частей любых видов конопли при помощи различных растворителей или жиров. Наркотически активный компонент — тетрагидроканнабинол — легко растворим в жирах, поэтому при экстракции удаётся получить препарат со значительно бо́льшим его содержанием, нежели в растительном сырье. Цвет и консистенция зависят от вида экстрагента. Представляет собой маслянистую жидкость зеленоватого цвета либо вязкую массу с запахом органического растворителя.

## Дозировка
«Косяк» в среднем содержит от 0,5 до 1,2 грамма конопли с содержанием ТГК 10 % — 40 %. Таким образом, в одном «косяке» присутствует от 50 до 480 мг ТГК. В лёгкие при этом попадает лишь от 20 до 70 % ТГК, а в кровь — от 5 до 24 % ТГК.

## Действие на организм человека
Вопрос о том, какие именно отрицательные последствия для здоровья человека напрямую связаны с употреблением каннабиса, до сих пор остаётся дискуссионным.
С одной стороны, в медицинском сообществе общепринята точка зрения об отрицательном воздействии на дыхательные пути человека и повышении риска рака, как и при курении любых других препаратов (см. раздел Вред для здоровья в статье о курении). Так, например, курение марихуаны было указано в качестве агента рака в Калифорнии в 2009 году. В дыме конопли содержатся многие из канцерогенных веществ, которые присутствуют и в табачном дыме.
В то же время по вопросам о долговременном воздействии на психику и развитии зависимости существуют различные точки зрения. В частности, в настоящее время окончательно не выяснено, какие дозы и для каких групп людей отрицательно влияют на здоровье или могут вызвать подобные эффекты уже при однократном или редком потреблении.
Последствия употребления каннабиса для здоровья ещё не окончательно исследованы и зависят от ряда сложных, иногда взаимозависимых факторов и обстоятельств:
- количества и формы потребляемого,
- личностной зрелости и биологического возраста,
- стабильности психики, индивидуальной предрасположенности к развитию наркомании,
- состояния здоровья и окружающей среды,
- употребления совместно с другими наркотическими препаратами (в том числе алкоголем и никотином),
- генетической предрасположенности.

По данным некоторых исследований, действие марихуаны вызывает искажения чувственных восприятий, нарушение координации и памяти, снижение обучаемости и умственных способностей. В случае длительного постоянного употребления марихуаны снижение памяти и обучаемости наблюдаются и после того, как исчезают явные признаки наркотического опьянения. Употребление марихуаны подростками может вызвать негативные последствия, остающиеся в течение многих лет, включая изменения в структуре головного мозга и снижение интеллекта.
Другие потенциальные риски:
- развитие психологической зависимости[13]; существуют также исследовательские данные, согласно которым в 10-20 % случаев происходит развитие и физиологической зависимости[15][16],
- повышение риска сердечно-сосудистых заболеваний[14],
- повышенный риск развития хронического бронхита[13],
- снижение способности управления транспортными средствами[13][14].
- развитие каннабиноидного артериита

Психиатр Ричард Дженкинс, ссылаясь на ряд исследований, проведённых среди британских подростков, утверждает, что курение каннабиса и обычного табака тесно связаны в молодёжной среде и взаимно стимулируют друг друга. Курение каннабиса в возрасте до 14 лет является существенным фактором риска развития шизотипического расстройства.
По данным Федеральной службы Российской Федерации по контролю за оборотом наркотиков, курение конопли пагубно влияет на здоровье человека: её соединения серьёзно поражают печень, вызывают сердечную аритмию, также возможно развитие патологий головного мозга: может наблюдаться ухудшение памяти, разрушение функции понимания задач и целей, ослабевает внимание и способность сосредоточения. Также начинают исчезать желания и потребность в коммуникации.

### Пассивное курение
В 2016 году Журнал Американской ассоциации кардиологов опубликовал исследование, в котором было продемонстрировано, что уже 1 минута пассивного вдыхания дыма марихуаны оказывает такое же воздействие на кровеносные сосуды, как и вдыхание табака, однако эффект в первом случае длится дольше. Согласно другому исследованию, опубликованному в Журнале Канадской медицинской ассоциации, через 15 минут пассивного вдыхания дыма марихуаны тетрагидроканнабинол обнаруживается в слюне, крови и моче, что означает положительные результаты тестирования для любого, находившегося ранее в плохо вентилируемом помещении с продуктами курения марихуаны.
Пассивное курение марихуаны оказывает также психологическое воздействие, сходное с активным курением, но меньшее по своей интенсивности; дым вызывает дискомфорт и раздражение глаз. Те, кто подвергся воздействию марихуаны с более высоким содержанием ТГК, сообщили о её более сильном эффекте.

## Курительные устройства

### Трубка

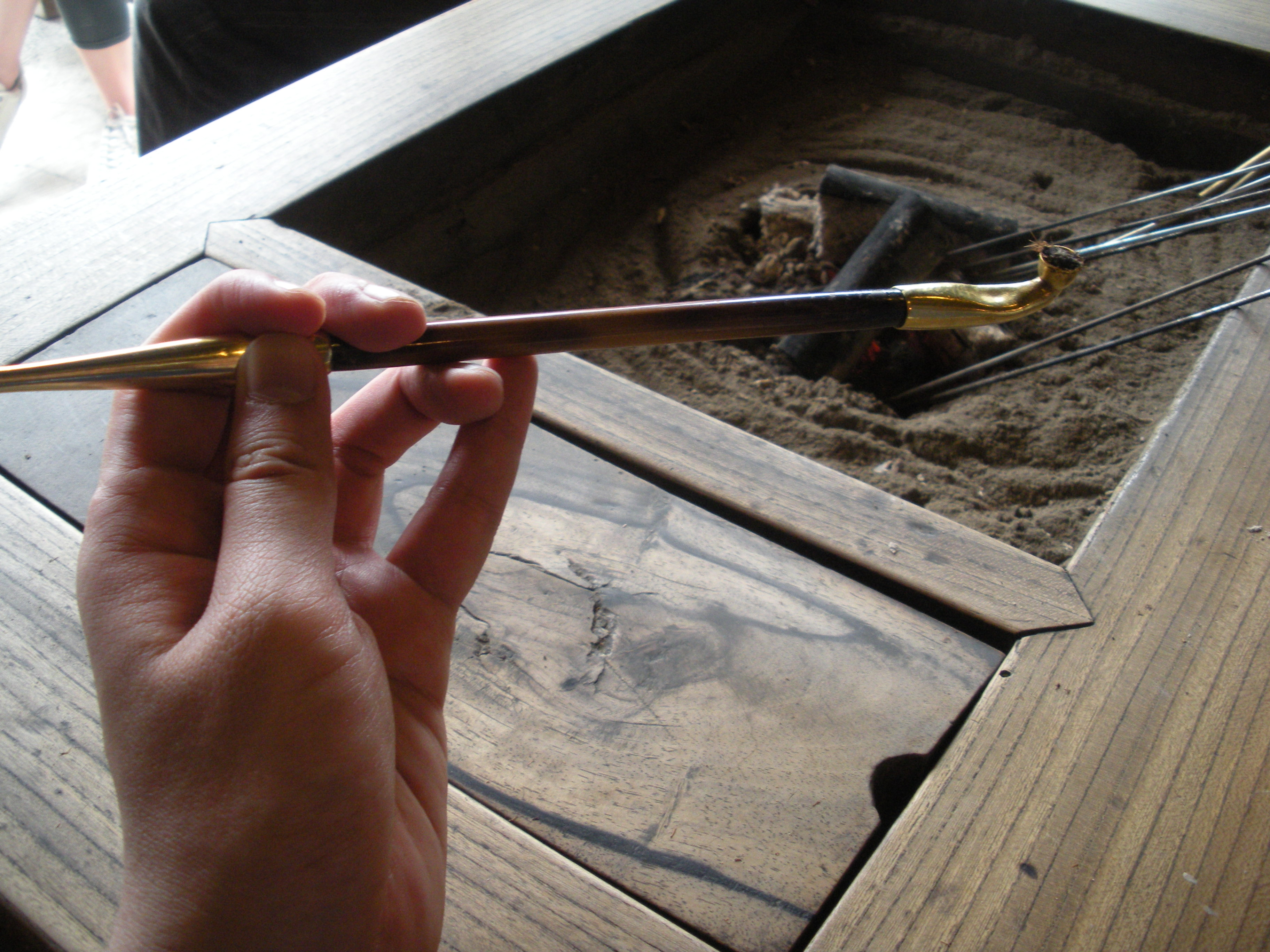
Кисэру, японская курительная трубка

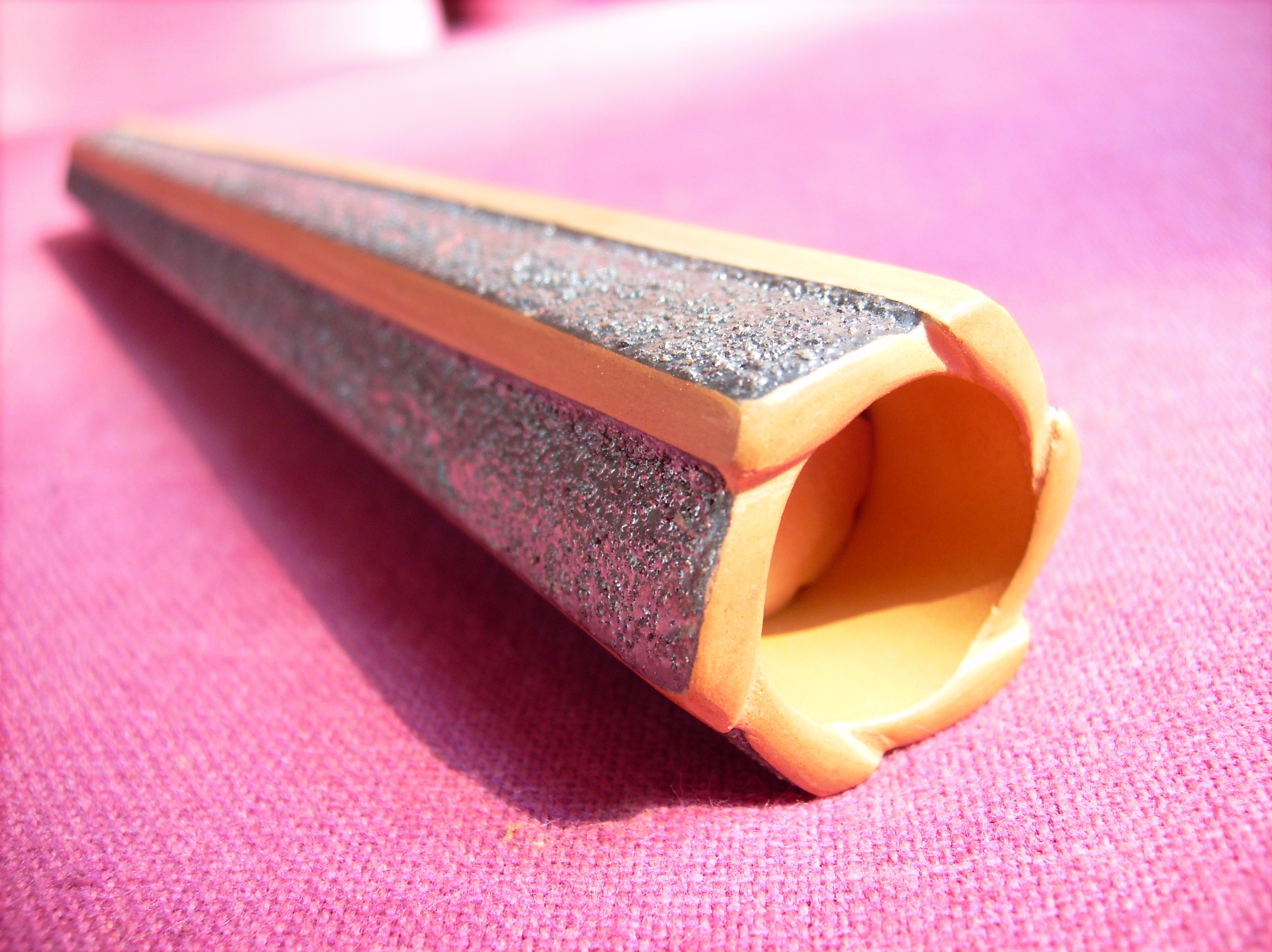
Чиллум

Курение трубки — наиболее простой и распространённый способ «сухого» курения.
В религиозных целях в Индии и Ямайке для курения каннабиса используется особый вид курительной трубки — чиллум.

### Косяк

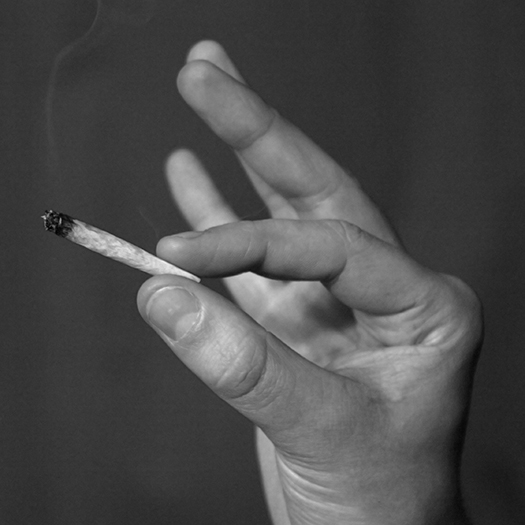
Косяк

«Косяк» или «джойнт» (англ. joint) — весьма распространённый способ курения марихуаны. Представляет собой разновидность самодельной сигареты, в которую вместо табака помещена марихуана.

### Сплиф
«Сплиф» — То же самое, что и джойнт, только с добавлением табака к марихуане в самодельную сигарету.

### Сигара
Сигара имеет три составляющие: покровный лист (с исп. — «сара»), выполняющий функцию оболочки; связующий лист (исп. capote); сердцевина сигары — наполнитель (исп. tripa). Термин «блант» (англ. Blunt) иногда относится к сигаре, которая была разрезана (или развёрнута) и заполнена марихуаной (наполнитель).

### Бонг

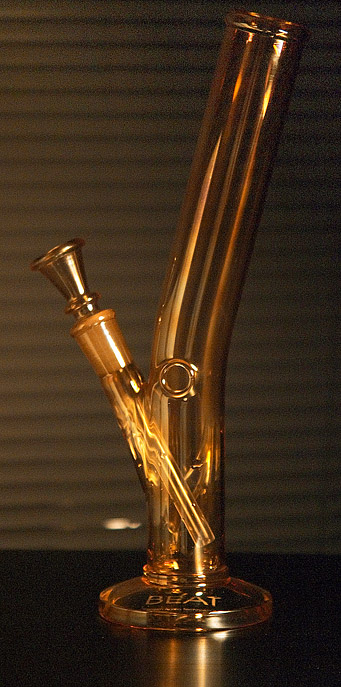
Стеклянный бонг

Также довольно распространённым является курение марихуаны с помощью бонга (англ. bong, от тайского «баунг» — водяная трубка), на сленге их называют «бульбуляторами» — курительных устройств, часто самодельных, изготовленных из пластиковых бутылок. Курение характеризуется сгоранием клетчатки растения и выделением дыма с попутным испарением наркотических средств.

### Испаритель

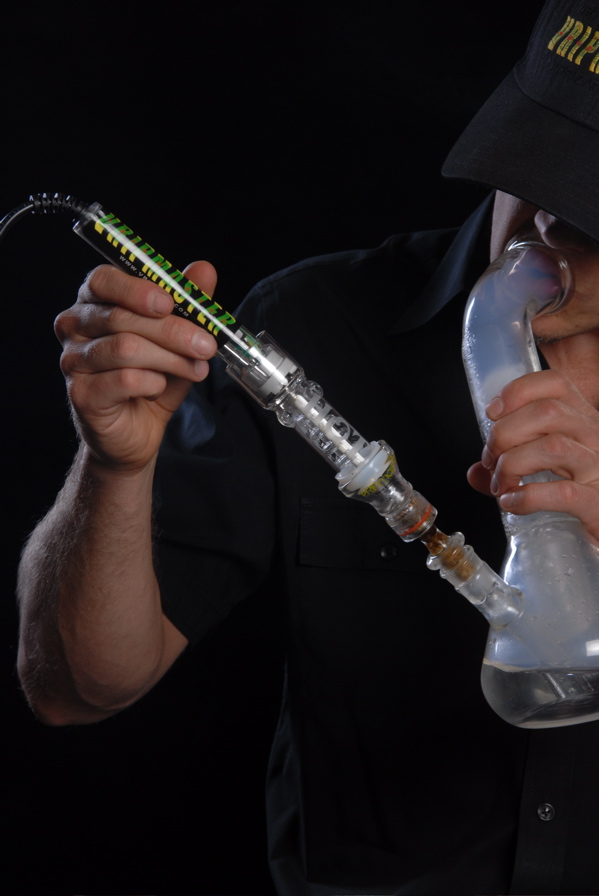
Курение через вапорайзер.

Испаритель (или вапорайзер) нагревает листья до высокой температуры, но не доводя до горения. Исследования показали, что использование испарителя снижает количество вредных веществ в дыме по сравнению с обычным курением каннабиса. Наилучшие результаты при возгонке ТГК достигаются при температуре в пределах 226 градусов Цельсия, падая на 50 % при температуре 150—180 градусов Цельсия.

## Курение каннабиса в медицине
Марихуана и препараты из неё успешно используются для облегчения состояний больных раком и СПИДом, причём многие больные предпочитают употреблять их именно посредством курения, несмотря на доступность дронабинола («маринола») в форме капсул.
В то же время фармакологические исследования не показывают преимуществ конопли перед другими, более традиционными противорвотными и анальгетиками. Как следствие, назначение препаратов конопли носит характер исключения при индивидуальной непереносимости традиционных препаратов.

## Беременность
Каннабис — одно из наиболее часто употребляемых нелегальных психоактивных веществ среди беременных. Употребление данного вещества во время беременности связано с риском выкидыша, задержки внутриутробного развития и когнитивного дефицита у ребёнка.

## Обрядовое курение
Ритуальное использование конопли было распространено уже в неолите на Севере Азии. Известно применение конопли как священного растения на Древнем Ближнем Востоке. Геродот упоминал похоронные обряды скифов, включавшие очищающее окуривание дымом семян конопли.
На похоронах властителей и сановников некоторых центральноафриканских племён каждый присутствующий обязан был выкурить трубку конопли.
Курение каннабиса используется некоторыми индуистами в обрядовых целях. Это могут делать, в частности, садху (аскеты, почитаемые в индуизме как святые), обосновывая это тем, что коноплю курил и сам Шива. Как правило, это делают шиваиты в качестве жертвенного подношения, но нередко и последователи других направлений. Также конопля может использоваться в тантрических ритуалах и исполнителями бхаджанов.

## Правовой статус
- В Великобритании до 2009 года можно было легально хранить и курить марихуану, но не в присутствии детей[40]. После перевода марихуаны из класса C в класс B в 2009 году за хранение марихуаны появилось наказание до 5 лет тюрьмы и/или штраф; разведение и сбыт наказываются сроком до 14 лет и/или штрафом.[41].
- В Германии можно легально курить на определённых условиях[40].
- В Индонезии хранение марихуаны карается лишением свободы от 4 до 15 лет[42].
- В Канаде, начиная с 17 октября 2018 года, жителям страны разрешено приобретать и употреблять марихуану[43].
- В Нидерландах можно легально приобретать, продавать и курить марихуану, что привлекает в страну большое количество туристов[40].
- В 2018 году Таиланд стал первой страной Восточной Азии, легализовавшей медицинскую марихуану. Закон разрешает и регулирует использование медицинской марихуаны. В 2022 году власти Таиланда официально разрешили выращивать марихуану для личного пользования, а также продавать сырье или продукты из конопли[источник не указан 173 дня].
- В Северной Корее курение марихуаны не запрещено[44].
- В России, согласно статьям 6.9, 20.20 Кодекса об административных правонарушениях, употребление гражданами без предписания врача наркотических препаратов, производимых в том числе из конопли, является правонарушением, наказываемым штрафом от 4 до 5 тысяч рублей или административным арестом на срок до 15 суток, а иностранные граждане, помимо этого, подвергаются административному выдворению за пределы Российской Федерации[45][46]. Хранение и сбыт наркотических веществ каннабиоидной группы наказываются согласно соответствующим статьям Уголовного кодекса[источник не указан 173 дня].
- В Турции хранение марихуаны карается тюремным заключением на срок от 4 до 30 лет[42].
- На Украине незаконное изготовление, приобретение, хранение и перевозка наркотических средств и их аналогов карается штрафом от 850 до 1700 гривен (по состоянию на 01.01.2014) либо исправительными работами на срок до 6 месяцев, либо ограничением свободы до 3 лет, либо лишением свободы до 3 лет (ст. 309 УК Украины). Личное употребление (без хранения) наркотиков не в общественных местах не является преступлением. Незаконный посев или незаконное выращивание конопли в количестве от десяти до пятидесяти растений — влекут за собой наложение штрафа или ограничение свободы на срок до трёх лет, правонарушение в больших масштабах влечёт ограничение свободы на срок до семи лет (ст. 310 УК Украины)[47].
- Во Франции употребление марихуаны карается лишением свободы до одного года либо штрафом в размере 3750 евро[48][49].